# Liste des édifices labellisés « Architecture contemporaine remarquable » de la Savoie
Cet article recense les édifices labellisés « Architecture contemporaine remarquable » de la Savoie, en France.
Le label « Architecture contemporaine remarquable » remplace depuis 2016 l'ancien label « Patrimoine du XXe siècle ». Il ne prend en compte que des édifices de moins de 100 ans à la date de labellisation, et qui ne sont pas protégés comme monuments historiques.
Au début 2024, la Savoie compte 29 édifices ainsi labellisés.

## Liste
| Monument                                                 | Commune              | Adresse                                                                     | Coordonnées                      | Notice     | Date | Illustration                                       |
| -------------------------------------------------------- | -------------------- | --------------------------------------------------------------------------- | -------------------------------- | ---------- | ---- | -------------------------------------------------- |
| Paquebot des neiges                                      | Aime-la-Plagne       | Station Plagne Aime 2000                                                    | 45° 30′ 37″ nord, 6° 39′ 58″ est | ACR0000163 | 2003 | Paquebot des neiges                                |
| Station de sports d'hiver de La Plagne                   | Aime-la-Plagne       |                                                                             | 45° 30′ 37″ nord, 6° 39′ 59″ est | ACR0000164 | 2003 | Station de sports d'hiver de La Plagne             |
| Aquarium du Lac du Bourget                               | Aix-les-Bains        | 200 Esplanade du Petit-Port                                                 | 45° 41′ 37″ nord, 5° 53′ 23″ est | ACR0000165 | 2003 | Aquarium du Lac du Bourget                         |
| Station de sports de Méribel                             | Les Allues           |                                                                             | 45° 23′ 51″ nord, 6° 33′ 55″ est | ACR0000179 | 2003 | Station de sports de Méribel                       |
| Immeuble Le Paquebot                                     | Les Belleville       | Le Brelin                                                                   | 45° 19′ 34″ nord, 6° 32′ 27″ est | ACR0000187 | 2003 | Image manquante Téléverser                         |
| Chapelle Notre-Dame-de-Toute-Prudence                    | Bonneval-sur-Arc     | Col de l'Iseran                                                             | 45° 25′ 00″ nord, 7° 01′ 49″ est | ACR0000166 | 2003 | Chapelle Notre-Dame-de-Toute-Prudence              |
| Cinéma le Savoy                                          | Bourg-Saint-Maurice  | Avenue du Maréchal-Leclerc                                                  | 45° 36′ 54″ nord, 6° 46′ 07″ est | ACR0000169 | 2003 | Image manquante Téléverser                         |
| Hôtel de ville de Bourg-Saint-Maurice                    | Bourg-Saint-Maurice  | 1 place Hôtel-de-Ville                                                      | 45° 37′ 07″ nord, 6° 46′ 11″ est | ACR0000170 | 2003 | Hôtel de ville de Bourg-Saint-Maurice              |
| Station de sports d'hiver Arc 1600                       | Bourg-Saint-Maurice  |                                                                             | 45° 34′ 21″ nord, 6° 49′ 47″ est | ACR0000167 | 2003 | Station de sports d'hiver Arc 1600                 |
| Station de sports d'hiver Arc 1800                       | Bourg-Saint-Maurice  |                                                                             | 45° 34′ 23″ nord, 6° 46′ 45″ est | ACR0000168 | 2003 | Station de sports d'hiver Arc 1800                 |
| Anciennes archives départementales                       | Chambéry             | Esplanade du Château                                                        | 45° 33′ 53″ nord, 5° 55′ 09″ est | ACR0000171 | 2003 | Anciennes archives départementales                 |
| Chambre de commerce et d'industrie de la Savoie          | Chambéry             | 5 rue Salteur                                                               | 45° 34′ 01″ nord, 5° 55′ 26″ est | ACR0000174 | 2003 | Chambre de commerce et d'industrie de la Savoie    |
| Cité Le Biollay (Chapelle Saint-Jean-Bosco)              | Chambéry             | Quartier du Biollay                                                         | 45° 33′ 35″ nord, 5° 54′ 11″ est | ACR0000172 | 2003 | Image manquante Téléverser                         |
| Ensemble de logements La Chevalière                      | Chambéry             | Chemin de la Chevalière Chemin de Chamoux Allée des Cimmes Route de l'Épine | 45° 34′ 52″ nord, 5° 53′ 09″ est | ACR0000175 | 2003 | Ensemble de logements La Chevalière                |
| Immeuble le Bateau                                       | Chambéry             | 6 boulevard Lemenc                                                          | 45° 34′ 10″ nord, 5° 55′ 30″ est | ACR0000173 | 2003 | Immeuble le Bateau                                 |
| Zone à urbaniser en priorité des Hauts-de-Chambéry       | Chambéry             |                                                                             | 45° 35′ 33″ nord, 5° 55′ 07″ est | ACR0000176 | 2003 | Zone à urbaniser en priorité des Hauts-de-Chambéry |
| Église Notre-Dame de Fourneaux                           | Fourneaux            | Place de l'Église                                                           | 45° 11′ 23″ nord, 6° 39′ 01″ est | ACR0000177 | 2003 | Église Notre-Dame de Fourneaux                     |
| Église Notre-Dame-de-l'Assomption de Modane              | Modane               | Rue Gambetta                                                                | 45° 12′ 09″ nord, 6° 40′ 28″ est | ACR0000180 | 2003 | Église Notre-Dame-de-l'Assomption de Modane        |
| Gare de Modane                                           | Modane               | Place Sommeiller                                                            | 45° 11′ 38″ nord, 6° 39′ 31″ est | ACR0000181 | 2003 | Gare de Modane                                     |
| Ouvrage du Lavoir                                        | Modane               | Route de Valfréjus                                                          | 45° 09′ 06″ nord, 6° 38′ 07″ est | ACR0000182 | 2003 | Ouvrage du Lavoir                                  |
| Station de sports d'hiver Les Karellis                   | Montricher-Albanne   | Vallée de la Maurienne                                                      | 45° 13′ 39″ nord, 6° 24′ 17″ est | ACR0000183 | 2003 | Station de sports d'hiver Les Karellis             |
| Gare des Mentens                                         | Mouxy                | Route du Revard                                                             | 45° 41′ 18″ nord, 5° 54′ 33″ est | ACR0000184 | 2003 | Gare des Mentens                                   |
| Refuge de Rosuel                                         | Peisey-Nancroix      | Vallon de Rosuel                                                            | 45° 31′ 06″ nord, 6° 48′ 17″ est | ACR0000185 | 2003 | Refuge de Rosuel                                   |
| Refuge du Col de la Vanoise                              | Pralognan-la-Vanoise | Col de la Vanoise                                                           | 45° 23′ 31″ nord, 6° 47′ 26″ est | ACR0000186 | 2003 | Refuge du Col de la Vanoise                        |
| Chapelle de la Transfiguration-du-Christ-sur-la-Montagne | Tignes               | 180 Boucle du Rosset                                                        | 45° 28′ 09″ nord, 6° 54′ 34″ est | ACR0000188 | 2003 | Image manquante Téléverser                         |
| Église Saint-Jacques-de-Tarentaise                       | Tignes               | Station de sports d'hiver de Tignes                                         | 45° 28′ 08″ nord, 6° 54′ 24″ est | ACR0000189 | 2003 | Église Saint-Jacques-de-Tarentaise                 |
| Prieuré du Mont Cenis                                    | Val-Cenis            | Plan des Fontainettes                                                       | 45° 14′ 29″ nord, 6° 57′ 04″ est | ACR0000178 | 2003 | Image manquante Téléverser                         |
| Ensemble d'immeubles La Daille                           | Val-d'Isère          | La Daille                                                                   | 45° 27′ 40″ nord, 6° 57′ 56″ est | ACR0000190 | 2003 | Ensemble d'immeubles La Daille                     |
| Ouvrage de Saint-Gobain                                  | Villarodin-Bourget   | Route du Bourget                                                            | 45° 12′ 31″ nord, 6° 40′ 56″ est | ACR0000191 | 2003 | Ouvrage de Saint-Gobain                            |